# Louis Seghers
Louis Seghers est un homme de lettres et journaliste belge né à Ath le 26 juin 1826 et mort à Molenbeek-Saint-Jean le 27 mai 1870.

## Biographie
Après des Humanités peu remarquables, il ne fréquenta aucun cours universitaire. Très tôt, il fit du journalisme
en Belgique et à l'étranger, notamment au Journal du Palais de Paris, à L'Union bretonne de Nantes, et à quatre journaux belges, à Gand et Bruxelles. Seghers fut, pendant quelques années, fort mêlé au monde du petit journalisme parisien, dont il conserva toute sa vie les allures débridées et auquel il emprunta le style outrancier de ses publications ultérieures. Rentré dans son pays sans avoir réussi à se faire un nom, il dut au Journal de Gand de sortir un peu de l’anonymat par la publication des Lettres de Jean- Pierre, où l'on remarque de l'humour et de l'esprit et que l'Office de Publicité republia en 1860.
Toutefois ce n'est que quatre ans plus tard, après avoir plutôt végété de nouveau dans la rédaction de feuilles d'existence éphémère, que Seghers arriva à faire sérieusement parler de lui. Dans les derniers jours de septembre 1864
était lancée à Bruxelles, une circulaire réclame de M. L. Ménippe annonçant pour le 1er octobre une Revue pour rire :
Les Marionnettes du jour. Et de fait le 1er octobre, paraissait le premier numéro des Marionnettes du jour (Revue bimensuelle) dont voici les débuts : « Au public. Mesdames et Messieurs, j'ouvre pour les partisans du franc-rire et du franc-parler un petit  théâtre qui ne manquera jamais d'acteurs ni de comédies...» "Les Marionnettes" faisaient songer aux Guêpes d'Alphonse Karr. Ce qu'on appelait le doctrinarisme était la bête noire de Ménippe. Il enveloppait dans la même réprobation Jules Malou et Frère-Orban. Partisan des mesures radicales, il malmenait le libéralisme modéré non moins que les Jésuites. De la verve bien satirique, des traits d'esprit mordants, une gaieté audacieuse, un sans-gêne qui dépassait souvent la mesure, lui attirèrent beaucoup de lecteurs, à Bruxelles surtout, où l'on est frondeur et grand ami de la « zwanze» que les Marionnettes promettaient.
Le succès vint à Seghers, mais il ne dura pas. En 1866, la revue ne paraîtrait plus que le premier de chaque mois, puis cessa en septembre 1867. Mais Ménippe ne renonça pas au journalisme. Il n'avait pas écrit que ses Marionnettes
pendant les années 1864 a 1867 : il avait fait du roman et du théâtre. En 1865 paraissait à Bruxelles, chez J. Procureur
La Ferme des deux Cyprès où Ménippe mettait en scène des événements dramatiques qui s'étaient passés aux portes de Bruxelles et qui devaient réveiller dans plus d'un esprit de déplorables souvenirs. Une erreur judiciaire, constatée bien tardivement, était le fond de cette histoire où sont critiqués vivement les procédés de la justice du temps. Ménippe décrivait les funestes effets de l'instruction secrète ; il ne ménageait pas le Procureur du Roi qui, par amour-propre, veut per fas et nefas la condamnation du prévenu. Sans doute, les noms véritables des personnages du drame étaient déguisés, mais l'histoire avait eu tant d'écho et le récit en était si attachant que la Ferme des deux Cyprès eut les
honneurs d'une seconde édition en 1866.
En même temps qu'il écrivait sa Ferme des deux Cyprès et ses Marionnettes, Seghers faisait représenter à Bruxelles, au théâtre des Délassements, une revue de l'année 1865 en cinq actes et douze tableaux : Don Quichotte à Bruxelles. Le 28 juin 1867, il donnait au Théâtre lyrique Les Émigrés de la Senne à l'Exposition de Paris, farce municipale et internationale en 3 actes et 5 tableaux. Ses Marionnettes se mouraient alors et le théâtre le prenait de plus en plus. Il fit jouer aux Délassements, le 9 janvier 1868, la revue Oh! la!! la!!, en cinq actes et sept tableaux, toujours sous le pseudonyme de Ménippe. Le public prenait plaisir à entendre les à-propos, les couplets de circonstance
de ces revues qui mordaient tout en faisant rire.
Les Marionnettes ont parfois publié une analyse de ces revues, dont les allusions très transparentes étaient bien
accueillies. Elles en ont publié aussi de nombreux couplets. Seghers, dont les revues n'avaient aucune prétention littéraire, voulut s'essayer à la comédie. Il écrivit un Nuage au ciel, en un acte, joué au théâtre du Parc le 8 février
l869, Cette comédie ne réussit pas du tout et ne fut pas imprimée.
Des amis lui proposèrent alors de refaire du journalisme et ils lui offrirent une collaboration sérieuse : parmi eux
Louis Labarre, Victor Hallaux, Joe Diricx de Ten Hamme, etc. Deux financiers, Wolfs et Fontaine firent les fonds.
Seghers accepta la direction et la rédaction en chef d'un petit journal où la politique radicale fit entendre sa voix quotidiennement : les Nouvelles du jour (1869-1883). Beaucoup de journalistes connus y ont fait leurs premières armes. Seghers signait encore ses articles de son vieux pseudonyme de Ménippe, mais la destinée voulut qu'il n'en écrivit plus beaucoup. Ses jours étaient comptés depuis le commencement de 1870, Il n'atteignit pas sa quarante troisième année.